# Torre del Monje
El columbario romano Torre del Monje se encuentra en el término municipal de Almuñécar, provincia de Granada (Andalucía, España). Se sitúa en una pequeña loma, junto a la carretera A-4050, que conecta Almuñécar con Jete, en la vega del río Verde. A poco más de un km en línea recta, al otro lado del río, se encuentra también el columbario romano Antoniano Rufo o La Albina. Es Bien de Interés Cultural desde 1931.

## Descripción
Construido directamente sobre la roca, adaptándose perfectamente a la pendiente natural.
Es de planta cuadrada, de 3 metros de lado al exterior y 6 metros de altura en su lado Este, desde la base del extremo superior, es decir, una proporción de 2 a 1 entre la altura y la anchura, lo que le confiere un acusado aspecto turriforme. La parte superior se remata con un filete de lajas de pizarra simulando una cornisa y se cierra con una falsa bóveda, que al exterior muestra una deficiente restauración.
En los lados Norte, Sur y Este del columbario, los que por adaptación al relieve son de mayor altura, y por tanto más visibles, la obra se va ampliando escalonadamente de arriba hacia abajo, en cuatro ampliaciones, hasta alcanzar en su base los 3,80 metros del lado Este. De esta forma se consigue la idea de un exterior más monumental, como elevado sobre gradas o plintos. 
En su interior se superponen dos pisos, al inferior de los cuales se accede por un hueco cuadrangular practicado en el suelo. En las paredes se abren los nichos donde se depositaban las urnas cinerarias, un número de diez por paño, dispuestos en dos filas de a cinco, salvo en los casos en que aquellos se interrumpen por un ventanuco y la puerta, abierta en el trascurso de una restauración mediocre del monumento.
Estos nichos resultan de la colocación, de forma regular, de gruesas y planas lajas de pizarra entre las dos hiladas de piedra de los extremos de cada paño y el pilarete central, que marca la separación entre ambas filas.
El interior queda cerrado por una bóveda de cañón a la que se acomoda la obra de los paños Este y Oeste, terminados en medio punto.
La fábrica es de sillarejo irregular de pizarra trabado con mortero, con lajas más gruesas y rectas en los vértices, del mismo tipo que las usadas en otras obras arquitectónicas romanas de la zona.
|                                                                |
| Ubicación de la Torre del Monje, junto a la vega de río Verde. |

|                                       |
| Nichos en el interior del columbario. |

## Historia
Su construcción corresponde a un periodo de intensa romanización en el que continúa vigente el rito de incineración y en el que las estructuras sociales permiten la edificación de enterramientos suntuarios familiares, perteneciente a una villa situada a unos 150 metros de distancia. Se construiría entre finales del siglo I d. C. y principios del II d. C.